# Leipoldtia compacta
Leipoldtia compacta är en isörtsväxtart som beskrevs av L. Bol. Leipoldtia compacta ingår i släktet Leipoldtia och familjen isörtsväxter. Inga underarter finns listade i Catalogue of Life.